# Seinen
Seinen (青年? lett. "uomo giovane") è un termine giapponese che indica genericamente un uomo adulto non ancora indipendente, maturo ma non ancora integrato nel mondo del lavoro. Spesso utilizzato per gli universitari e i giovani uomini, il termine contiene il carattere  ao (青? lett. "blu" o "verde") che indica giovinezza e immaturità. Associato ai manga, indica opere di questo tipo che hanno come target un pubblico maschile che va dalla maggiore età in su. Sono i cosiddetti manga "maturi", destinati pertanto ad un pubblico tale.
Vi sono però delle opere catalogate come seinen che presentano uno stile di disegno paradossalmente dai tratti infantili e carini, con trame piuttosto tranquille e spensierate. Principalmente, opere in questione hanno come protagoniste un gruppo di ragazze, rese adorabili e desiderabili apposta per un certo tipo di pubblico maschile, con storie che presentano ritmi particolari e piuttosto lenti, che possono risultare monotone per il pubblico più giovane. L'equivalente femminile di seinen manga è josei manga.
I manga seinen hanno un'ampia varietà di stili artistici e variazioni nell'argomento.

## Storia
Una delle prime riviste di manga pubblicate in Giappone è stata una pubblicazione seinen: Weekly Manga Times, pubblicata per la prima volta nel 1956. Era rivolta prettamente agli uomini di mezza età, con narrativa erotica, manga e racconti di Yakuza. Fu solo nel 1959 che apparvero due delle principali pubblicazioni shōnen: Weekly Shōnen Magazine e Weekly Shōnen Sunday. Poi, nel 1967, apparve la prima delle riviste rivolte ai giovani uomini Weekly Manga Action, che ottenne grandi successi con Lupin III, Lone Wolf and Cub, e successivamente Crayon Shin-chan. L'anno 1972 vide l'aggiunta di Big Comic Original a Big Comic del 1968, che comprendeva Tsuribaka Nisshi, un manga su due uomini anziani che amano la pesca; il manga è stato successivamente trasposto in una serie di film. Nel 1979, l'editore Shueisha, noto per Weekly Shonen Jump indirizzato ai ragazzi adolescenti, è entrato nel mercato seinen con Weekly Young Jump. Molte serie di Young Jump sono state adattate in anime o programmi TV live-action, come Elfen Lied, Gantz, Hen, Kirara, Liar Game, Oku-sama wa Joshi Kosei e Zetman.

## Riviste
Di seguito, una lista delle migliori riviste Giapponesi di manga per diffusione tra l'ottobre 2009 e il settembre 2010.
| Titolo                       | Diffusione |
| ---------------------------- | ---------- |
| Weekly Young Magazine        | 807,871    |
| Weekly Young Jump            | 768,980    |
| Big Comic Original           | 729,750    |
| Weekly Manga Goraku          | 500,000    |
| Big Comic                    | 454,000    |
| Comic Kairakuten             | 350,000    |
| Weekly Morning               | 340,209    |
| Weekly Manga Sunday (chiuso) | 300,000    |
| Business Jump (chiuso)       | 285,334    |
| Super Jump (chiuso)          | 277,500    |
| Big Comic Spirits            | 260,024    |
| Comic Shitsurakuten          | 250,000    |
| Young Champion               | 250,000    |
| Comic Ran                    | 207,350    |
| Big Comic Superior           | 204,125    |
| Manga Action                 | 200,000    |
| Young King                   | 200,000    |

## Galleria d'immagini

Copertina del numero 61 di Berserk
Copertina del quinto volume dell'edizione Panini Comics di Akira
Copertina del primo volume dell'edizione italiana 20th Century Boys
Copertina del primo volume dell'edizione italiana del manga One-Punch Man